# Antíoc I Soter
Antíoc I Soter (grec antic: Ἀντίοχος Σωτήρ, llatí: Antiochus Soter, 'Antíoc el Salvador') fou el segon rei selèucida, fill de Seleuc I Nicàtor i d'Apama, princesa de Sogdiana. Va néixer l'any 324 aC.

## Història
El 281 aC el seu pare Seleuc el va nomenar regent d'Àsia quan se'n va anar a Europa per ser proclamar rei de Macedònia i Tràcia. Mort Seleuc al setembre d'aquell mateix any a mans de Ptolemeu Ceraune, Antíoc va ser reconegut per tots els sàtrapes de l'Imperi a la part asiàtica. Capadòcia el va reconèixer nominalment però Armènia i Atropatene van restar de fet independents. El Pont, Paflagònia, Bitínia i la Lliga del nord (ciutats gregues) es van fer independents i de moment Antíoc no va poder fer res. Antíoc va reclamar el tron de Macedònia enfront de Ptolemeu Ceraune, gendre de Lisímac de Tràcia (estava casat amb la seva filla Lisandra), enfrontat al seu rival Antígon II Gònates. Efes i Milet i tota la regió de Jònia van caure en mans de la flota egípcia, i es va crear la província de la Jònia Egípcia, de la que va ser nomenat governador Ptolemeu, l'únic fill sobrevivent de Lisímac de Tràcia, que era nebot (per part de mare) de Ptolemeu II Filadelf d'Egipte (i més tard fou el seu fillastre).
El 276 aC Ptolemeu II d'Egipte va envair Síria fins a la regió de Damasc, que considerava dins de la seva zona d'influència. Antíoc que era a Sardes, va marxar a la regió i va rebutjar als egipcis. Antíoc va restar a Síria uns mesos i el 275 aC va tornar a l'Àsia Menor per fer front als gàlates que assolaven la regió, i els va derrotar completament a l'anomenada batalla dels Elefants. Vegeu Galàcia.
El 274 aC Antíoc va afavorir la rebel·lió de Magas, governador de Cirene, contra els Ptolemeus. Magas es va declarar independent i es va casar amb Apama, germana d'Antíoc. A Egipte els mercenaris gàlates es van revoltar i llavors Magas va aprofitar per envair el país. Però també els egipcis treballaven a l'ombra i van instigar una revolta tribal a Cirene que va obligar a Magas a tornar (aquesta rebel·lió es creu que era l'obra d'Arsinoe II la dona de Ptolemeu II). La flota egípcia va passar a l'atac i va desembarcar a Cilícia, que va ocupar i va seguir Pamfília i les costes de Lícia i de Cària amb les ciutats de Cnidos i Halicarnàs entre d'altres. També va ocupar algunes de les illes Cíclades de la mar Egea, especialment Samos. Soldats egipcis van desembarcar també a Itarcos, a Creta i a algunes ciutats de la costa fenícia (la principal Arvad). Finalment el 272 aC es va fer la pau i Egipte va conservar Cilícia occidental, i les costes de Pamfília, Lícia i Cària, la Celesíria i Fenícia i la Jònia, Cíclades i Samos.
El 263 aC va morir el governador (sàtrapa) de Pèrgam Filèter, que havia gaudit de força autonomia, sobretot després del 275 aC i el va succeir el seu nebot Èumenes, que no es va conformar amb l'autonomia i es va declarar independent amb el títol de "basileus" (rei), el que va portar a la guerra amb el sobirà selèucida de Síria (l'anomenada "Guerra d'Èumenes"). Les complicitats exteriors inicials d'Èumenes no són prou clares, però hom assumeix que els egipcis van instigar la seva revolta, i després apareixen com els seus proveïdors de finançament. Èumenes va poder contractar un exèrcit de mercenaris amb els diners egipcis, i amb aquests mercenaris va derrotar les forces d'Antíoc prop de Sardes (262 aC) segellant la seva independència i adquirint una bona part de l'Àsia Menor. El rei de Capadòcia Ariarates III va deixar de reconèixer Antíoc.
El 261 aC el sàtrapa de Pàrtia Andràgores, va haver de fer front a un poble estepari conegut com els parts (si bé eren els parnes) i de grups escites. Encara a començaments d'any Antíoc es va enfrontar a l'Àsia Menor amb els gàlates i va morir en el combat. El va succeir el seu fill Antíoc II Teos que va reconèixer la independència de Pèrgam i va signar la pau amb Èumenes al que va reconèixer els territoris que dominava. També va signar la pau amb Egipte sota la base del manteniment de les posicions de facto.

### Continuador de l'Era Selèucida
Seleuc I Nicàtor, pare d'Antioc I Soter, per commemorar el seu ascens al poder, havia creat un nou calendari, introduint l'Era Selèucida, en el qual la seqüència d'anys del calendari no es reiniciava amb la coronació de cada nou sobirà, sino que es fixà l'any 1 d'una forma arbritària, més concretament en l'any en que Seleuc I Nicàtor va entrar vistoriós a la ciutat de Babilònia. Mort, Seleuc I, el nou rei no va reiniciar el compte d'anys sinó que continuà la numeració establerta pel seu pare, finalitzant la pràctica duta a terme durant un miler d'anys de determinar l'any d'acord amb l'any de regnat del sobirà. Aquest criteri també fou seguit pels seus descendents, donant continuïtat a Era Selèucida.